# 孫建鋒
孫建鋒，中國共產黨黨員，武警少將警銜

## 生平
歷仼海南省武警总队参谋长、省武警总队司令員兼海南省委政法委委員 